# Oxydactylon apenninorum
Oxydactylon apenninorum är en mångfotingart. Oxydactylon apenninorum ingår i släktet Oxydactylon och familjen knöldubbelfotingar. Utöver nominatformen finns också underarten O. a. ladinum.